# Подожди меня…
Подожди меня… — четвёртый студийный альбом группы «Иванушки International», выпущенный в декабре 2000 года.

## История создания
Осенью 2000 года в ротации российских радиостанций появляется песня «Беги, беги», а в эфирах музыкальных каналов появляется клип на эту песню, снятый Олегом Гусевым. В ноябре 2000 года в радиочартах появляется песня «Реви». Для проекта «Старые песни о главном. Постскриптум» «Иванушки» перепели песню «Последняя электричка» и снялись в этом фильме в качестве Дедов Морозов и хиповых парней. Песня «Подожди меня» взята из репертуара Жени Белоусова. В начале декабря на ОРТ анонсировался выход альбома.

## Содержание альбома
Это второй диск, включающий мультимедийные треки. В него входят 2 рассказа о группе, около 15 фотографий и клип на песню «Беги». Альбом вышел в двух версиях — простая и подарочная. Подарочная версия отличается тем, что сам диск имеет внутри себя красочный буклет, а мультимедийная часть помимо клипа «Беги» включает также и клип на песню «Реви».

## Рецензии музыкальных критиков
Музыкальный обозреватель журнала «Афиша» Юрий Сапрыкин, в своей рецензии называет альбом «Подожди меня…», очень «усталой» и «грустной» пластинкой. По словам Сапрыкина:
…И дождь у них в каждой второй песне стучит по стеклу, и листья зябнут под дождем, и глаза рифмуются со слезой. Лодочку вдоль бережка течением несёт. Не хочет плыть вдоль берега — плывет в водоворот….
Музыкальный критик Алексей Мажаев, редактор информационного агентства InterMedia в своей рецензии к альбому отмечает:
…Хиты с названиями в повелительных наклонениях («Реви», «Беги») — это гипноз, зомбирование поклонниц. Вы слышите меня, бандерлоги? Ты не сдерживай слез, реви, реви. Апофеозом психологической обработки явилось включение в диск старой песни из репертуара Жени Белоусова «Подожди меня (после концерта)». Нежные голоса солистов бьют не только в мозг, но и в каждое девичье сердце. После концерта подождать «Иванушек» собираются толпы девиц, уверенных, что кумир обращался именно к ней….

## Список композиций
Вся музыка написана И. Матвиенко, кроме десятой композиции (Д. Тухманов)..
| №                   | Название                        | Текст песни         | Длительность |
| ------------------- | ------------------------------- | ------------------- | ------------ |
| 1.                  | «Реви»                          | М. Андреев          | 4:58         |
| 2.                  | «Лодочка»                       | М. Андреев          | 4:14         |
| 3.                  | «Беги»                          | И. Матвиенко        | 4:21         |
| 4.                  | «Рыжая»                         | И. Матвиенко        | 3:51         |
| 5.                  | «Пока ты спишь (до утра)»       | К. Арсенев          | 5:57         |
| 6.                  | «Я буду ждать»                  | А. Шаганов          | 4:39         |
| 7.                  | «Облака летают»                 | К. Арсенев          | 5:17         |
| 8.                  | «И только дождь стучит»         | М. Андреев          | 3:54         |
| 9.                  | «Подожди меня (после концерта)» | А. Шаганов          | 4:33         |
| 10.                 | «Последняя электричка»          | М. Ножкин           | 3:04         |
| Общая длительность: | Общая длительность:             | Общая длительность: | 47:59        |

## Переиздание
В 2021 году к 25-летию группы альбом был переиздан на виниле. На этом издании изменён треклист, а также отсутствует трек Последняя электричка (10).

## Участники записи

### Иванушки International
- Олег Яковлев
- Андрей Григорьев-Апполонов
- Кирилл Андреев

### Производство
- Игорь Матвиенко — композитор, продюсер, аранжировка
- Игорь Полонский — сопродюсер аранжировка
- Игорь Матвиенко, Давид Тухманов — авторы музыки
- Александр Шаганов, Михаил Андреев, Игорь Матвиенко, Константин Арсенев, Михаил Ножкин — авторы стихов
- Дмитрий Минаев — звукорежиссёр
- Олег Головко — директор группы

## Видеоклипы
На две песни этого альбома были сняты клипы:
- «Беги» (реж. Олег Гусев)
- «Реви» (реж. Глеб Орлов)

## Награды
Следующие песни этого альбомы были отмечены музыкальными премиями:
- «Реви» — лауреат музыкального фестиваля Песня Года 2000
- «Лодочка» — лауреат премии Золотой граммофон 2001 и Песня Года 2001
- «Подожди меня» — лауреат фестиваля Песня Года 2001 (Отборочный тур)
- «Рыжая» — лауреат фестиваля Песня Года 2002 (Отборочный тур)
- «Я буду ждать» — лауреат фестиваля Песня Года 2002 (Отборочный тур)

## Концертный альбом
В 2001 году все 10 композиций альбома вошли к концертный релиз к пятилетию группы.